# Берестянка західна
Берестянка західна (Iduna opaca) — вид горобцеподібних птахів родини очеретянкових (Acrocephalidae).

## Поширення
Птах гніздиться на Піренейському півострові та у Північній Африці. Взимку мігрує до Західної Африки. Птахи, що гніздяться в сахарських оазах та долині Нілу, не мігрують. Мешкає на сухих відкритих місцевостях, включаючи плантації, з кущами або окремими деревами.